# 叶卡捷琳娜·康斯坦丁诺娃
叶卡捷琳娜·伊戈列芙娜·康斯坦丁诺娃（俄语：Екатерина Игоревна Константинова，1995年10月13日—），俄罗斯女子短道速滑运动员，2017年冬季世界军人运动会混合3000米接力银牌得主、2019年世界短道速滑锦标赛女子3000米银牌得主。